# Deinbollia laurifolia
Deinbollia laurifolia är en kinesträdsväxtart som beskrevs av John Gilbert Baker. Deinbollia laurifolia ingår i släktet Deinbollia och familjen kinesträdsväxter. Inga underarter finns listade i Catalogue of Life.